# Holdorf, Mecklenburg-Vorpommern
Holdorf är en kommun och ort i Landkreis Nordwestmecklenburg i förbundslandet Mecklenburg-Vorpommern i Tyskland.
I kommunen finns orterna Holdorf och Meetzen.
Kommunen ingår i kommunalförbundet Amt Rehna tillsammans med kommunerna Carlow, Dechow, Groß Molzahn, Königsfeld, Rehna, Rieps, Schlagsdorf, Thandorf, Utecht och Wedendorfersee.